# Shang Yi
Shang Yi (en chino: 商毅; Tianjin, 20 de enero de 1979) es un exfutbolista chino que jugaba en la demarcación de centrocampista.

## Selección nacional
Jugó un total de dos partidos con la selección de fútbol de China. Hizo su debut el 25 de abril de 2000 en un partido amistoso contra Hong Kong que finalizó con un resultado de 0-1 a favor del combinado chino tras el gol de Qi Hong en el minuto 20. Su segundo y último partido, también en calidad de amistoso en el llamado «partido anual de Corea del Sur contra China», lo jugó contra Corea del Sur, finalizando el encuentro con un resultado de 0-1 a favor del conjunto coreano.

## Clubes
| Club             | País   | Año         | Partidos | Goles |
| ---------------- | ------ | ----------- | -------- | ----- |
| Beijing Guoan FC | China  | 1999 - 2003 | 66       | 3     |
| Xerez CD         | España | 2003 - 2004 | 8        | 1     |
| Beijing Guoan FC | China  | 2004 - 2008 | 23       | 0     |

## Palmarés

### Campeonatos nacionales
| Título             | Club             | País  | Año  |
| ------------------ | ---------------- | ----- | ---- |
| Copa FA de China   | Beijing Guoan FC | China | 2003 |
| Supercopa de China | Beijing Guoan FC | China | 2003 |